# Самсоновка (Гомельская область)
Самсоновка (бел. Самсонаўка) — деревня в Ровковичском сельсовете Чечерском районе Гомельской области Белоруссии.
В результате катастрофы на Чернобыльской АЭС и радиационного загрязнения жители (25 семей) в 1992 году переселены в чистые места.

## География
В 16 км на юго-запад от Чечерска, 19 км от железнодорожной станции Буда-Кошелёвская (на линии Гомель — Жлобин), 42 км от Гомеля.
На востоке небольшой водоём.

## История
Основана в начале XX века переселенцами из соседних деревень. В 1926 году почтовый пункт, в Науховичском сельсовете Чечерского района Гомельского округа. В 1930 году организован колхоз. 17 жителей погибли на фронтах Великой Отечественной войны. Согласно переписи 1959 года в составе колхоза имени С. М. Кирова (центр — деревня Крутое).

## Население
- 1926 год — 28 дворов, 144 жителя.
- 1959 год — 198 жителей (согласно переписи).
- 1992 год — жители (25 семей) переселены.

## Транспортная сеть
Транспортные связи по просёлочной, затем автомобильной дороге Чечерск — Буда-Кошелёво. Планировка состоит из короткой прямолинейной улицы, ориентированной с юго-востока на северо-запад, к которой на севере присоединяется вторая короткая улица. Застройка двусторонняя, деревянная, усадебного типа.